# Casas del Rey
Casas del Rey es una pequeña aldea con cinco habitantes empadronados y fijos, perteneciente a Solana de Ávila, Provincia de Ávila, Castilla y León, España.
Está a 1090 metros de altitud y a 2 kilómetros de Solana de Ávila, municipio al que pertenece. Su población en 2009 era de 1 habitante, de sexo varón, y posteriormente llegaron cuatro nuevos vecinos que establecieron allí su residencia. En cambio en época estival puede llegar o superar la treintena de vecinos, principalmente durante el mes de agosto.
Su origen se remonta a la época del rey Ramiro II de León quien, según la tradición, acampó en el lugar antes de librar batalla contra un ejército musulmán. 
Su festividad es Santiago Apóstol, celebrándose de modo conjunto con Los Narros el primer sábado de agosto. 
Dispone de una fuente de agua mineral de acceso público considerada la mejor de la Sierra de Gredos.

## Demografía
| Gráfica de evolución demográfica de Casas del Rey entre 2000 y 2023                      |
|                                                                                          |
| Fuente: Instituto Nacional de Estadística de España - Elaboración gráfica por Wikipedia. |